# 후쿠이 료지
후쿠이 료지(일본어: 福井 諒司, 1987년 8월 7일 ~ )는 일본의 전 축구 선수이다.

## 구단 경력
그는 2010년부터 202년까지 J리그의 도쿄 베르디, 기라반츠 기타큐슈, 가시와 레이솔, 레노파 야마구치 FC, 미토 홀리호크, FC 류큐에서 활동하였다.